# Дербенник портулаковый
Дербенник портулаковый (лат. Lýthrum pórtula) — небольшое однолетнее травянистое растение, вид рода Дербенник (Lythrum) семейства Дербенниковые (Lythraceae). Ранее под названиями бутерла́к обыкнове́нный, бутерлак портула́ковый, бутерлак портула́кови́дный, таксон входил в состав самостоятельного рода Бутерлак (Peplis), который по современной классификации является синонимом рода Дербенник.

## Ботаническое описание

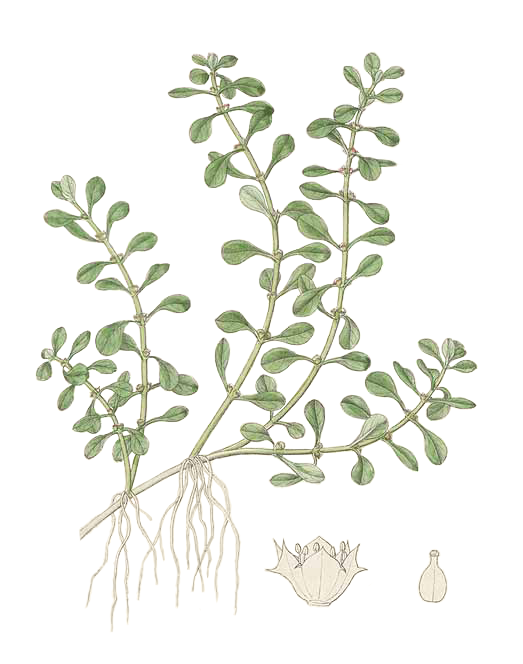

Однолетнее травянистое растение 3—15(25) см высотой, с приподнимающимся или распростёртым ветвистым стеблем, нередко красноватым.
Листья простые, цельные, супротивные, обратнояйцевидной или лопатчатой формы, 6—12(21) мм длиной и 3—7(9) мм шириной, с закруглённым концом, в основании суженные в крылатый черешок 2—4 мм длиной.
Цветки расположены по одному в пазухах средних и верхних листьев, на коротких цветоножках 0,5—1,2 мм длиной. Прицветники в числе двух, линейные, беловатые, плёнчатые, почти равные чашечке по длине. Чашечка 1,5—2,5 мм длиной, колокольчатая, с треугольнными зубцами, на верхушке с красноватыми желёзками. Венчик из белых или розовых обратнояйцевидных лепестков, вскоре опадающих. Тычинки в числе шести, приросшие к трубке чашечке в нижней её трети. Столбик очень короткий.
Плоды — жёлто-зелёные или красноватые коробочки 1,3—1,8 мм длиной и 1,2—1,5 мм шириной, выступающие из чашечки. Семена обратнояйцевидные или сердцевидные, около 0,5 мм длиной, обратнояйцевидные, неясно трёхгранные, с внешней стороны выпуклые, с внутренней — слабо вдавленные или плоские.

## Распространение и экология
Широко распространённое по всей Европе растение, также встречается в Малой Азии и Северной Африке. Занесено в Огайо и на северо-запад Северной Америки. Встречается по сырым и болотистым местам, нередко на увлажнённых залежах и просеках.

## Классификация

### Таксономическое положение
- Lythrum portula (L.) D.A.Webb, 1967, Feddes Repert. 71: 13

Вид Дербенник портулаковый относится к роду Дербенник (Lythrum) семейства Дербенниковые (Lythraceae) порядка Миртоцветные (Myrtales), последовательно входящего в клады Мальвиды → Розиды → Суперрозиды → Эвдикоты → Цветковые растения. Таксономическая схема в соответствии с Системой APG IV по состоянию на декабрь 2023 года:
|  |                          |  |                                   |                                   |                         |  | 9 семейств | 9 семейств   |                            |  |  |  | еще 37 подтвержденных видов и 36 таксонов, ожидающих подтверждения |
|  |                          |  |                                   |                                   |                         |  | 9 семейств | 9 семейств   |                            |  |  |  | еще 37 подтвержденных видов и 36 таксонов, ожидающих подтверждения |
|  |                          |  |                                   | порядок Миртоцветные              |                         |  |            |              | род Дербенник              |  |  |  |                                                                    |
|  |                          |  |                                   | порядок Миртоцветные              |                         |  |            |              | род Дербенник              |  |  |  |                                                                    |
|  | клада Цветковые растения |  |                                   |                                   | семейство Дербенниковые |  |            |              | вид Дербенник портулаковый |  |  |  |                                                                    |
|  | клада Цветковые растения |  |                                   |                                   | семейство Дербенниковые |  |            |              |                            |  |  |  |                                                                    |
|  |                          |  | ещё 63 порядка цветковых растений | ещё 63 порядка цветковых растений |                         |  |            | еще 28 родов | еще 28 родов               |  |  |  |                                                                    |
|  |                          |  |                                   | ещё 63 порядка цветковых растений |                         |  |            |              | еще 28 родов               |  |  |  |                                                                    |

### Синонимы
- Ammannia portula Baill.
- Chabraea compressa Bubani
- Peplis fradini Pomel
- Peplis glandulifera Dulac
- Peplis portula L.
- Peplis serpyllifolia Rupr.
- Portula diffusa Moench
- Portula palustris Gray